# Шоубол
Шоубол (англ. indoor soccer, «індор сокер», ісп. showbol, ісп. fútbol indoor) — один з різновидів «великого» футболу. Грається в адаптованій хокейній коробці з штучним покриттям. Гра популярна в США, Мексиці, Канаді, Бразилії, де існують професійні та студентські ліги цього виду спорту. За межами Північної Америки більш поширені інші варіанти, такі як футзал.
Спочатку ігри проводилися в адаптованих хокейних коробках всередині спортивних арен, через що гра отримала англомовну назву «індор сокер» («футбол у приміщенні»). Останнім часом гри проводяться в хокейних коробках як усередині арен, так і на відкритому повітрі. У країнах Латинської Америки більш поширена назва «шоубол» (showbol).

## Правила

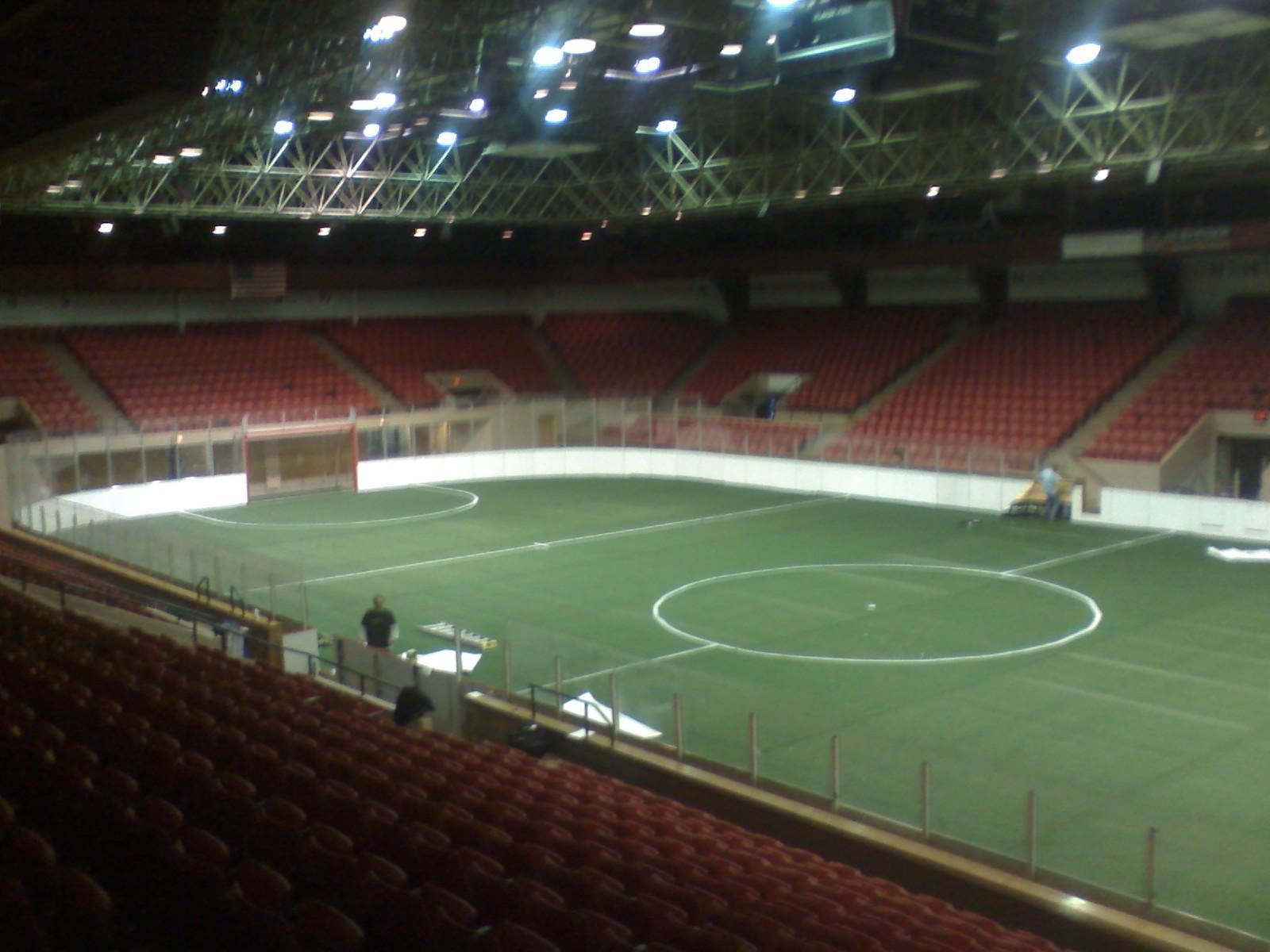
Арена для «індор сокера» у США

Поле для шоубола обгороджено бортиками висотою 1 метр. Розміри поля — 40 на 20 метрів, воріт — 5 на 2,35 метра.
Тривалість гри становить або два тайми по 20 хвилин, або 4 тайми по 15 хвилин. У грі беруть участь шість гравців, включаючи воротаря. Кількість замін не обмежена, вони відбуваються по ходу гри без її зупинки. Розміри м'яча складають щось середнє між м'ячем для «великого» футболу та футзалу.

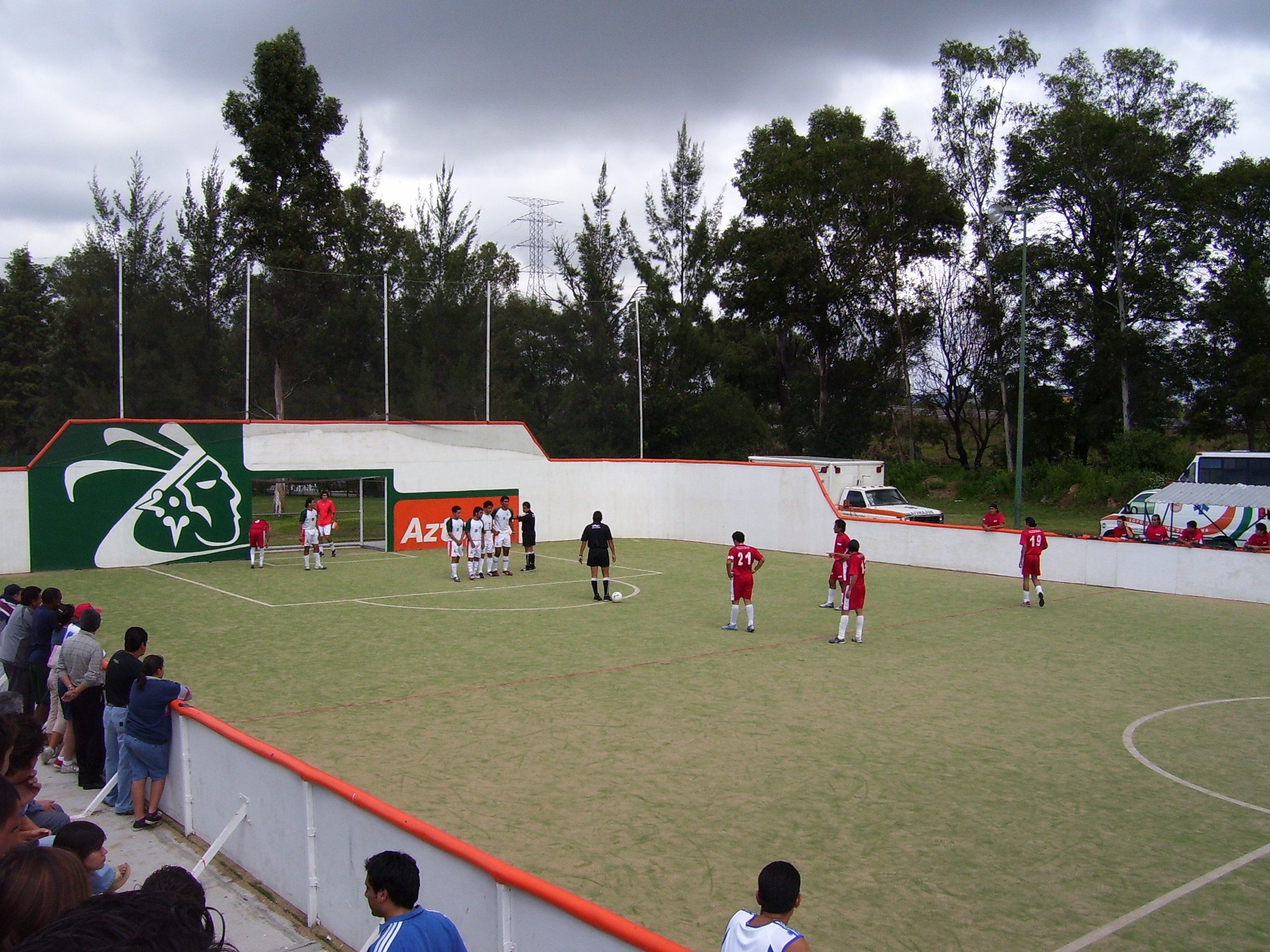
Майданчик для шоубола у Мексиці

У більшості змагань немає офсайдів та заборонені підкати. Дозволена гра м'ячем від бортика. Фоли в грі караються попередженням або вилученням на дві хвилини. Призначаються штрафні удари та семиметрові — аналог пенальті у «великому» футболі.

## Ліги та змагання
Професійні ліги шоубола є в США, Канаді, Німеччині, Мексиці та Бразилії. В Іспанії в грудні 2002 року проходив турнір за участю «Барселони», мадридського «Реала», Реала Бетіс та «Атлетико» (Мадрид).
2006 року відбувся чемпіонат світу, в якому брали участь команди з Нідерландів, Іспанії, Бразилії та Аргентини.
З 2009 року в Москві відбувається Кубок Легенд за участю найвідоміших футболістів, які нещодавно закінчили свою кар'єру.

## Зірки
Багато зірок великого футболу потім грають у шоубол. Наприклад, на Кубку Легенд грали Рональд де Бур, П'єр ван Гойдонк, Хулен Герреро, Рікарду Са Пінту, Паулу Футре, Крістіан Карембе, Сергій Юран, Ігор Сімутенков тощо. Крім цього в шоубол грали Дієго Марадона, Енцо Франческолі, Ліонель Мессі, Карлос Тевес та інші.